# System vancouverski
System vancouverski (ang. Vancouver system), określany także jako system autor-numer – sposób podawania odwołań w pracach naukowych. Jest popularny w naukach przyrodniczych i jest jednym z dwóch systemów odwołań stosowanych w medycynie, drugim jest system harwardzki nazywany też systemem autor-data.

## Historia
Nazwa system vancouverski  pochodzi od miejscowości Vancouver w Kanadzie, gdzie w roku  1978 spotkali się redaktorzy głównych czasopism medycznych w celu ustalenia formatu manuskryptów wymaganego w ich czasopismach. Ustalone przez nich wymagania dotyczące formatowania opisów bibliograficznych został opracowane przez National Library of Medicine i w roku 1979 opublikowane. Grupa przekształciła się w Międzynarodowy Komitet Wydawców Czasopism Medycznych (ang. International Committee of Medical Journal Editors – ICMJE). System był rozwijany przez National Library of Medicine w Stanach Zjednoczonych, której wersja według BMA powinna być traktowana jako obowiązująca Brytyjskie Stowarzyszenie Medyczne (BMA).
W kolejnych latach były publikowane następne wersje Jednolitych Wymagań (ang. „Uniform Requirements”). W roku 1991 publikacja BMJ, w 1995 publikacja CMAJ i w roku 1997 publikacja Annals of Internal Medicine. Czasopisma zostały poproszone o cytowanie wersji  1997 JAMA, podczas drukowania kolejnych  Jednolitych Wymagań. Redaktorzy Haematologia od roku 2004 proszą autorów o odwiedzenie strony www.icmje.org, na której znajduje się wersja Jednolitych Wymagań z 2003 roku. Wydanie ICMJE  z roku  2007,  w paragrafie IV.A.9.b. Styl  i format odwołania, odnosi się do szczegółowego stylu cytowań w medycynie.

## Zastosowanie

### Oznaczenia cytowania
Cytowania są ponumerowane w kolejności występowania w tekście, oznaczane są cyframi arabskimi w nawiasach okrągłych (1), nawiasach kwadratowych [1], jako indeks górny 1 lub jako kombinacja [1].

### Format cytowań
Różne formaty są stosowane dla poszczególnych typów publikacji np. książek, artykułów w czasopismach itp. Imiona autorów skracane są do maksymalnie dwóch inicjałów. W przypadku cytowań medycznych nie ma wyraźnego nakazu pomijania kropek (R.K. do RK).

#### Artykuły w czasopismach
Standardy artykułów w czasopismach
- Leurs R, Church MK, Taglialatela M. H1-antihistamines: inverse agonism, anti-inflammatory actions and cardiac effects. Clin Exp Allergy. 2002 Apr;32(4):489-98.

Jeśli czasopismo prowadzi ciągła numerację stron w całej objętości, miesiące i numer może zostać pominięty:
- Thomas MC. Diuretics, ACE inhibitors and NSAIDs – the triple whammy. Med J Aust. 2000;172:184–185.

Jeśli artykuł został napisany przez więcej niż sześciu autorów po szóstym wpisywane jest et al.:
- Guilbert TW, Morgan WJ, Zeiger RS, Mauger DT, Boehmer SJ, Szefler SJ, et al.  Long-term inhaled corticosteroids in preschool children at high risk for asthma. N Engl J Med. 11 May 2006;354(19):1985–97.

Jednak  NLM wymienia wszystkich autorów artykułu.
Jako parametr opcjonalny może być dodany identyfikator w bazie danych:
- von Itzstein M, Wu WY, Kok GB, Pegg MS, Dyason JC, Jin B, et al. Rational design of potent sialidase-based inhibitors of influenza virus replication. Nature. 1993 Jun 3;363(6428):418-23. Cited in PubMed; PMID 8502295.

Artykuły w języku innym niż angielski
Dla artykułów w językach innych niż angielski podawana jest pełna nazwa języka po angielsku:
- Forneau E, Bovet D. Recherches sur l'action sympathicolytique d'un nouveau dérivé du dioxane. Arch Int Pharmacodyn. 1933;46:178-91. French.

National Library of Medicine dodaje angielskie tłumaczenia tytułu w nawiasach kwadratowych. Język artykułu jest określany po numerach stron.

#### Książki
Autorzy są osobami
- Rang HP, Dale MM, Ritter JM, Moore PK. Pharmacology. 5th ed. Edinburgh: Churchill Livingstone; 2003.

Autorzy są redaktorami
- Beers MH, Porter RS, Jones TV, Kaplan JL, Berkwits M, redaktorzy. The Merck manual of diagnosis and therapy. 18th ed. Whitehouse Station (NJ): Merck Research Laboratories; 2006.

Autorzy rozdziału w redagowanej publikacji
- Glennon RA, Dukat M. Serotonin receptors and drugs affecting serotonergic neurotransmission. W: Williams DA, Lemke TL, redaktorzy. Foye's principles of medicinal chemistry. 5th ed. Philadelphia: Lippincott Williams & Wilkins; 2002.

#### Materiały elektroniczne
Strony internetowe
- Drug-interactions.com [strona domowa w Internecie]. Indianapolis: Indiana University Department of Medicine; 2003 [aktualizowana 17 maja 2006; cytowana 30 maja 2006]. Dostępna z: http://medicine.iupui.edu/flockhart/